# 找到他
《找到他》（英語：Find The One）是一部由黛安芬公司發布的2015年3D電腦動畫短片，由托比亞斯·福特爾和馬克·休伯執導。該廣告效仿了迪士尼歌舞片風格，以宣傳最新推出的內衣；同時這也是黛安芬推出的首支動畫宣傳片。黛安芬在YouTube上對其的描述為「觀看這個耀眼的音樂童話，看看我們的電視明星－漢娜－終於找到了她一直在尋找的那個胸罩。」《找到他》推出後主要獲得了肯定居多的評價，並在YouTube累積超過88萬人次的點閱。該廣告成功後，黛安芬於2016年4月5日又推出了下一支長達2分鐘的動畫短片。

## 劇情
故事描述漢娜（Hannah）與兩位好姊妹瑪拉（Mara）和泰咪（Tammy）在青蛙佛萊德（Fred The Frog）的指示下走進了一間神奇的內衣店，並在透過神仙教母（Fairy God Mother）的幫助下後，弗格森在更衣室中看著鏡子裡穿著內衣的自己，而低聲說道，「我找到了」。最後，畫面切回現實世界中，顯示模特兒漢娜·弗格森終於為自己找到了一件真正合身的內衣。

## 製作
《找到他》為托比亞斯·福特爾和馬克·休伯執導，吉安·多爾德負責音效設計，並由福特爾的製片公司Stories AG與休伯的Boutiq Filmproduktion所製作。該短片時長達2分鐘，並以效仿迪士尼CGI歌舞片的風格所呈現，而片中的女主角漢娜·弗格森也是參照本人的樣貌所設計。片中的胸罩是黛安芬贏得了紅點創新設計最佳獎的產品，且當中的配樂是由傑森·羅柏·布朗和三位備受讚譽的百老匯歌手所負責。
身兼編導的福特爾在受訪時表示，「幾乎每位女人都夢想最終找到了正確的人。」黛安芬的品牌國際行銷經理艾絲特·西亞爾托表示，「我們找到了給生活帶來發現胸罩的旅程，使我們斷激發客戶去配戴胸罩的新方法是相當重要的。」「透過將我們的模特兒漢娜（弗格森）變成一個卡通，我們正踏出了嶄新的一步，我們的目標是創造一個吸引人目光的視覺體驗，抓住尋找正確的胸罩、一個改變你生活的神奇感受。」

## 發行
《找到他》的完整版2015年4月12日在黛安芬的官方YouTube頻道上釋出，該片的縮減版也已在英國、德國和義大利等地的電視上播出。

## 反響
《找到他》推出後獲得了廣大的注目。截至2017年9月15日，該片在YouTube已吸引超過88萬人次瀏覽，8000人以上人按讚；有許多看過的網友給予該廣告肯定的評價，並認為胸罩結合動畫風的短片相當與眾不同，也有人認為該廣告使人聯想到《冰雪奇緣》。但該廣告在電視上播出後，有些觀眾認為這是「不適當且令人反感」，而廣告標準局（Advertising Standards Authority）也收到了近十通對此的投訴，但並未進行正式調查。其中有一名10歲小男孩的父親在晚間九點前在電視上看到了這個廣告後表示，「這顯然是不合適的。」事後，黛安芬的發言人表示，他們為自家推出的電視廣告感到自豪，並認為以創作動畫片方式的創意在內衣業界可謂首屈一指。

## 外部連結
- YouTube上的Triumph Find The One -TV Ad Full （英文）
- YouTube上的黛安芬全新動畫 "Find the ONE 找到他" 廣告完整版 （繁體中文）